# Ландкварт (Граубюнден)
Ландкварт (нім. Landquart GR) — громада  в Швейцарії в кантоні Граубюнден, регіон Ландкварт.

## Географія
Громада розташована на відстані близько 165 км на схід від Берна, 12 км на північ від Кура.
Ландкварт має площу 18,9 км², з яких на 15,1% дозволяється будівництво (житлове та будівництво доріг), 34,7% використовуються в сільськогосподарських цілях, 45,5% зайнято лісами, 4,8% не є продуктивними (річки, льодовики або гори).

## Демографія
2019 року в громаді мешкало 8926 осіб (+7,7% порівняно з 2010 роком), іноземців було 21,1%. Густота населення становила 473 осіб/км².
За віковим діапазоном населення розподілялося таким чином: 19,8% — особи молодші 20 років, 61,6% — особи у віці 20—64 років, 18,7% — особи у віці 65 років та старші. Було 3874 помешкань (у середньому 2,3 особи в помешканні).
Із загальної кількості 6274 працюючих 218 було зайнятих в первинному секторі, 2037 — в обробній промисловості, 4019 — в галузі послуг.